# Pārk-e Jangalī-ye Lavīzān
Pārk-e Jangalī-ye Lavīzān (persiska: پارک جنگلی لویزان) är en park i Iran.   Den ligger i provinsen Teheran, i den norra delen av landet, 12 km nordost om huvudstaden Teheran. Pārk-e Jangalī-ye Lavīzān ligger 1 568 meter över havet.
Terrängen runt Pārk-e Jangalī-ye Lavīzān är varierad.Runt Pārk-e Jangalī-ye Lavīzān är det mycket tätbefolkat, med 2 345 invånare per kvadratkilometer. Närmaste större samhälle är Teheran, 12,4 km sydväst om Pārk-e Jangalī-ye Lavīzān. Runt Pārk-e Jangalī-ye Lavīzān är det i huvudsak tätbebyggt.